# Grevillea leptobotrys
Grevillea leptobotrys är en tvåhjärtbladig växtart som beskrevs av Meissn.. Grevillea leptobotrys ingår i släktet Grevillea och familjen Proteaceae. Inga underarter finns listade i Catalogue of Life.